# Либан на Светском првенству у атлетици на отвореном 2013.
Либан је учествовао на Светском првенству у атлетици на отвореном 2013. одржаном у Москви од 10. до 18. августа четрнаести пут, односно учествовао је на свим првенствима до данас. Репрезентацију Либана представљала је једна атлетичарка која се такмичила у трчању на 400 метара..
На овом првенству Либан није освојио ниједну медаљу, нити је оборен неки рекорд.

## Учесници
Жене:
- Грета Таслакијан — 400 м

## Резултати

### Жене
| Атлетичарка      | Дисциплина | Лични рекорд | Квалификације | Квалификације | Полуфинале           | Полуфинале           | Финале               | Финале       | Детаљи |
| Атлетичарка      | Дисциплина | Лични рекорд | Резултат      | Место         | Резултат             | Место                | Резултат             | Место        | Детаљи |
| ---------------- | ---------- | ------------ | ------------- | ------------- | -------------------- | -------------------- | -------------------- | ------------ | ------ |
| Грета Таслакијан | 400 м      | 53,43 НР     | 54,56         | 7. у гр 2     | Није се квалификовао | Није се квалификовао | Није се квалификовао | 33 / 35 (36) |        |